# Passion selon Saint Jean
Passion selon Saint Jean es el tercer álbum en directo del cantautor chileno Ángel Parra como solista, lanzado originalmente en Francia en 1976 y grabado clandestinamente, al igual que el disco colectivo Chacabuco, en el Campo de Prisioneros Chacabuco, ubicado al norte de Chile, donde Ángel Parra estuvo detenido en 1974.
La totalidad de los temas fueron compuestos por el propio Ángel, y los temas 8 al 13 contienen parte del Oratorio de Navidad según San Lucas, que aparecería el año 2000 en el disco Concierto oratorio de Navidad según San Lucas.
El título del disco está en francés, y en castellano significa «La Pasión según San Juan». Corresponde al segundo oratorio de Ángel Parra, luego de Oratorio para el pueblo de 1965.
Una segunda versión de este álbum, con distinta carátula, la adición de las últimas seis canciones y bajo la colaboración del grupo Taller Recabarren fue lanzada en 1976.

## Lista de canciones
Toda la música compuesta por Ángel Parra. 
| Tierra prometida |                                       |        |          |  |
| N.º              | Título                                | Música | Duración |  |
| 1.               | «Obertura»                            |        |          |  |
| 2.               | «Jesús y sus discípulos en el huerto» |        |          |  |
| 3.               | «Jesús en casa de Anás y Caifás»      |        |          |  |
| 4.               | «Jesús en casa de Pilatos»            |        |          |  |
| 5.               | «Jesús es condenado»                  |        |          |  |
| 6.               | «Jesús es crucificado»                |        |          |  |
| 7.               | «Final»                               |        |          |  |
| 8.               | «Obertura»                            |        |          |  |
| 9.               | «La anunciación»                      |        |          |  |
| 10.              | «La visitación»                       |        |          |  |
| 11.              | «Nacimiento de Jesús»                 |        |          |  |
| 12.              | «Los pastores»                        |        |          |  |
| 13.              | «Gloria»                              |        |          |  |